# Sylvie Buisson
Sylvie Buisson, née le 22 décembre 1947 à Roanne (Loire) est une historienne d'art.

## Biographie
Après des études classiques dans les maisons d’éducation de la Légion d’honneur, Sylvie Buisson consacre son diplôme supérieur d’arts plastiques à l'étude de Tsushigumo, pièce du répertoire Nô japonais. Sa maîtrise constitue le point de départ d'une expérience personnelle et vécue au Japon où, à Tokyo comme en province, de 1975 à 1987, elle étudie le sens des esthétiques traditionnelles (architectures profanes et sacrées, rites des sociétés, arts décoratifs et ancestraux, évolution de la peinture et de la sculpture des origines au 20e siècle) et leur rapprochement avec l'Occident.
Parallèlement, elle enseigne les arts plastiques et l'histoire de l'art, de 1970 à 1990 et collabore avec Dominique Buisson (son époux) à deux ouvrages de référence Temples et sanctuaires au Japon, Éditions Le Moniteur, Paris, 1981 (réédité en 1988 aux Éditions ACR, Courbevoie) et Kimono, art traditionnel du Japon, Éditions Bibliothèque des Arts, Paris, 1983.
Sa rencontre avec le Trésor national vivant du Japon, Keisuke Serizawa, à Shizuoka en 1976, renforce son engagement à poursuivre ses recherches sur la culture japonaise et à les médiatiser en France (publications et expositions). Foujita s'est vite imposé aux yeux de Dominique et Sylvie Buisson comme l'artiste japonais moderne le plus charismatique, véritable passerelle entre l'Orient et l'Occident, tout en demeurant aussi le plus mystérieux puisque aucune monographie importante, ni bien entendu catalogue raisonné, n'avait été publié jusqu'alors. Cette lacune les incite à entreprendre ce chantier, symbole de leurs liens avec le Japon.
Ce travail est encouragé par l'éditeur Ahmed Rafif (Éditions ACR) ; Sylvie et Dominique Buisson approfondissent leur étude systématique de Foujita (culture japonaise associée à la grande Histoire de Montparnasse).
En 1985, Sylvie Buisson est choisie pour participer au commissariat de l’importante « Exposition commémorative du centenaire de la naissance de Foujita » qui se déroule d'abord au Japon dans 5 musées préfectoraux et municipaux et ensuite à Paris pendant quatre mois, en 1986, au musée de Montmartre (11 musées prêteurs dont le Centre Pompidou et le MAMVP).
En 1987, paraît le 1er volume du Catalogue Général de l’Œuvre de Foujita, aux Éditions ACR, Courbevoie (1180 reproductions d’œuvres et une biographie de Foujita) au terme d'une bataille juridique de trois ans qui a opposé les auteurs et l'éditeur à Kimiyo Foujita, troisième femme de l'artiste, sa légataire universelle, interdisant toute publication. La veuve de l'artiste ayant été condamnée pour abus de droit notoire, ce fut la 1re fois qu'un ouvrage était publié sans le consentement d'un ayant droit. L'autorisation de publier, délivrée par le tribunal de Nanterre, a donc fait l'objet d'une jurisprudence.
Par la suite, toujours sur les traces de Foujita, Sylvie Buisson continue de recueillir témoignages et documents qui lui permettent de publier le 2e volume du Catalogue Général de l'Œuvre en 2001 et un troisième volume en 2007 et d'envisager actuellement la prochaine parution du quatrième volume, ayant archivé aujourd’hui près de 4000 œuvres d'un artiste de plus en plus connu auquel elle consacre la plus grande partie de sa recherche.
Inscrite à l’Union Française des Experts en 1989, elle est la spécialiste de Foujita ; on lui soumet du monde entier l'authentification des œuvres de Foujita. Celui-ci aurait réalisé plus de 6000 œuvres.
En 1990, Sylvie Buisson fonde l’association culturelle Archives Artistiques, parrainée par deux intimes de Foujita, Joseph Foret et Georges Prade ; elle a pour but  de repérer scientifiquement les œuvres de l’artiste japonais Léonard Foujita dans les collections publiques ou privées, de les authentifier, de les archiver, de les numéroter et de réunir toutes les notes biographiques s’y rattachant, de publier en plusieurs langues le Catalogue Général de l’Oeuvre de cet artiste sous sa responsabilité afin de protéger et de faire rayonner l'Œuvre de Foujita dans le monde. Elle le situe au sein de l'École de Paris, dont il fut l'un des piliers.
En outre, Sylvie Buisson collabore à de nombreuses expositions consacrées aux peintres de l’École de Paris, notamment au Japon à la demande de NHK, mais aussi en Espagne et en Italie. L'identification de la femme artiste, des origines à nos jours, est l'objet de plusieurs publications et expositions, en France comme au Japon. 
Commissaire de huit expositions majeures traitant de l'Œuvre de Foujita, notamment en 1986, 2008 et 2013 au Japon, en 1991 au musée de Montmartre, en 2001 au musée du Montparnasse, en 2004 pour la ville de Dinard, en 2005 en Espagne avec la Caja (Valence et Barcelone) et en 2010 le Conseil général du Loiret au château de Chamerolles, elle a collaboré aussi à de nombreux projets liés aux peintres de l’École de Paris, notamment au Japon, en Italie, en Espagne, en Hongrie. Commissaire de deux expositions itinérantes au Japon organisées par NHK, Montmartre et les peintres et Femmes et muses, impressionnistes et modernes en 1994 et 1996-1997, elle propose en 1998 Cafés d’artistes, Montmartre, Montparnasse et Saint-Germain des Prés, organisée par Mitsukoshi.
En 1999, elle est invitée par Roger Pic, président du musée du Montparnasse, et Claude Mollard à rejoindre le conseil d’administration, pilote une 1re exposition, Les Japonais à Paris, en 1999, et par la suite une quinzaine d'autres projets, seule ou en collaboration, tout en créant un pôle éducatif, et un fonds documentaire, puis nommé conservateur délégué sous la présidece de Jean Digne de 2002 à 2007.
En 2011, elle est nommée présidente des « Amis de Jean Puy » (Jean-Puy-Roanne 1876-1960- ami de Matisse). Elle est essentiellement commissaires d'expositions en France et à l'étranger, notamment au Japon et se consacre à la fois au catalogue général de Foujita, à l'expertise de ses oeuvres et à la rédaction d'ouvrages personnels de sujets (fiction et récit) dérivés de son domaine de recherche.
Depuis 2018, elle préside l'Union française des experts en objets d'art - UFE dont le siège social est situé à l'Atelier-musée Chana Orloff, 7 bis Villa Seurat.  

## Expositions (et catalogues des expositions) en tant que commissaire
- Musée de Montmartre et Japon / Foujita, centenaire de sa naissance, 1986.
- Musée de Montmartre / Pascin et ses amis, 1993.
- Musée de Montmartre / Foujita et l'École de Paris, 1991.
- Japon, NHK Promotions [5 musées] "Femmes et Muses des Impressionnistes aux Modernes", Tokyo 1996
- Musée du Montparnasse / Abraham Mintchine, juin à septembre 2000.
- Musée du Montparnasse / Robert Desnos, Foujita et Youki, un amour surréaliste, avril à juillet 2001.
- Musée du Montparnasse / Jean Cocteau à Montparnasse, ailleurs et après, novembre 2001 à février 2002.
- Musée du Montparnasse / Elles de Montparnasse, avril à septembre 2002.
- Musée du Montparnasse / La Ruche, cité d'artistes au regard tendre, décembre 2002 à mai 2003.
- Musée d'art juif de Budapest / Modigliani Soutine, 2003.
- Musée du Montparnasse / Métamorphoses de Kafka, septembre à décembre 2002.
- Musée du Montparnasse / Paris-Marseille, de la Canebière à Montparnasse, juin à octobre 2003.
- Palais des Arts et du Festival de Dinard / Foujita, le maître de Montparnasse, juin à septembre 2004.
- Musée du Montparnasse / Voyage au cœur de l’École de Paris, avril à octobre 2004.
- Musée du Montparnasse / Les Mille et une nuits, octobre 2004 à janvier 2005.
- Musée Caja Valencia, Musée diocésain de Barcelone / Foujita, entre Orient et Occident, juin à octobre 2005.
- Musée du Montparnasse / Montparnasse déporté - Artistes d'Europe, mai à octobre 2005.
- Yad Vashem, Jérusalem / Montparnasse déporté, janvier à juin 2006.
- Musée de la Déportation, Turin / Montparnasse déporté, avril à octobre 2006.
- Musée du Montparnasse / Moralès, itinéraire d'un peintre andalou, avril 2006.
- Musée du Montparnasse / Le monde romanesque de Madame Ai Shiki, avril à mai 2006.
- Musée du Montparnasse / Les Heures chaudes de Montparnasse, juin 2007 à janvier 2008.
- Musée du Montparnasse / France Leplat et Madeleine Berly de Vlaminck, avril à mai 2008.
- Palais Lumière, Évian / La Ruche, février à mai 2009.
- Château de Chamerolles, Conseil général du Loiret (Grande Halle) / Foujita et ses amis du Montparnasse, 30 juin au 19 septembre 2010.
- Château de Chamerolles, Conseil général du Loiret (Grande Halle) / Femmes artistes, passion, modèles et muses, 16 juin au 19 août 2012.
- Exposition itinérante sous l'égide de l'ambassade de France au Japon à Shizuoka City Museum, Musée préfectoral d'art de Kumamoto, Kitakyushu Municipal Museum of Art (en), Kyoto, Musée d'art d'Akita et Musée préfectoral d'Okayama / Foujita, le centenaire de son arrivée à Paris 1913 -1931, 20 avril 2013 au 6 avril 2014.
- Musée Pouchkine, Moscou / Les Années Folles de Montparnasse, Foujita et Pascin, 28 septembre au 29 novembre 2015.
- Musée de Montmartre / Bernard Buffet, intimement, 19 octobre 2016 au 6 mars 2017.
- Exposition itinérante Léonard Foujita et le modèle, au Japon : Kawamura Memorial DIC Museum of Art, Iwaki City Art Museum, the Niigata Bandajima Art Museum, Akita Museum of Art du 17 septembre 2016 au 12 novembre 2017
- Exposition FOUJITA LES ANNÉES FOLLES, Musée Maillol, 7 mars-15 Juillet 2018 - commémorative du cinquantenaire de sa mort
- Exposition itinérante au Japon LES 7 PASSIONS DE FOUJITA, à Mie, 1er février 2025-30 mars au Paramita Museum, Okada cultural Foundation, à Tokyo, Sompo Museum of art 11 avril-22 juin, à Kobe, Koise Memoirial Museum of Art, 2 oct.-9 nov., à Horoshima, Fukuyama Museum of Art, 24 janvier-29 mars 2026.

## Publications
- Foujita, vie et œuvre  (1er volume), Paris, Éditions ACR (avec Dominique Buisson), 1987.
- Foujita, (2e volume), Paris, Éditions ACR, 2001.
- Foujita, inédits (3e volume), Éditions À l'Encre rouge, Fondation Nichido, Archives artistiques, 2007.
- Foujita et ses amis du Montparnasse, Paris, Éditions Alternatives, 2010.
- Femmes artistes : passions, muses, modèles, Paris, Éditions Alternatives, 2012, (ISBN 978-2-86227-731-8). https://www.editionsalternatives.com/site.php?type=P&id=1089
- Foujita, le centenaire de son arrivée à Paris, Tokyo, Éditions Brain-Trust, 2013
- Prochaine sortie en mars 2025 du 4e volume du Catalogue Général de l'Œuvre de T. L. Foujita comportant 987 pages, soit la publication de 942 œuvres nouvelles de Foujita , reprise des 526 œuvres du volume 3 publié en 2007 sous le titre "Foujita inédits".  Essais de Sylvie Buisson et ed Casimir Buisson, experts de l'artiste.